# Енеїда
«Енеї́да» (лат. Aenēis, походить від род. відмінка лат. Aenēidos) — епічна поема латинською мовою, написана Вергілієм між 29 та 19 р. до н. е. Присвячена історії Енея, легендарного троянського героя і предка римлян. «Енеїда» створювалася в часи правління імператора Октавіана Августа за сприяння Гая Цільнія Мецената, та мала на меті звеличити Рим разом з його імператором після кризи тріумвіратів.
Твір складається з 12 книг, що використовують легенди й міфи, котрі побутували за життя Вергілія, поряд з алюзіями на римську історію. За сюжетом, після втечі зі знищеної греками Трої, Еней на чолі вцілілих троянців шукає місця, де зможе відродити місто. В цьому йому намагаються допомогти і перешкодити як інші народи й герої, так і боги.
«Енеїда» вважається шедевром Вергілія та одним із найвизначніших творів латинської літератури.

## Композиція
Поема складається з так званих 12 «книг» (глав), які налічують 9996 віршів. Вона чітко поділяється на 2 частини, кожна з яких уміщує по 6 книг: 1-6 книги — це розповідь про мандри Енея (схожі на мандри Одіссея); 7—12 книги — опис битв у Італії (на кшталт «Іліади»).
Вергілій продовжує поетичну традицію Гомера, оскільки «Енеїда» підкреслено зорієнтована на «Одіссею» й «Іліаду». Відповідності між цими трьома поемами пронизують усі рівні тексту. Як Гомер докладно описує мандри Одіссея від Трої до Ітаки, так і Вергілій дає опис шляху Енея від того ж Іліону (Трої) до Італії. Як Одіссей на бенкеті у базилевса феаків Алкіноя докладно розповідає про свої пригоди, так само Еней на бенкеті у Дідони описує загибель Трої й тривалі мандри. Як Одіссея не хоче відпускати закохана в нього німфа Каліпсо, так і Енея затримує закохана в нього Дідона. І Одіссей, і Еней відвідують царство мертвих і повертаються звідти живими. Навіть бурі й шквали на морі під час їхнього плавання — схожі.
Чимало відповідностей можна також знайти, зіставляючи «Енеїду» з «Іліадою». І там, і там війна починається через жінок — відповідно Єлену й Лавінію. Еней у поемі Вергілія виконує ту ж функцію, що Ахілл в «Іліаді»: вони найсильніші й найхоробріші з-поміж героїв, і навіть залишення ними поля бою (хоч і з різних причин) викликають схожі наслідки: війська ахейців і троянців опиняються в критичному стані. Знаменитий «каталог кораблів» у «Іліаді» перегукується з переліком племен, які виступили проти Енея. Як нічну вилазку здійснювали хоробрі Одіссей і Діомед, так саме вночі прокралися до табору ворогів друзі-троянці Нис і Евріал. Як Гефест, на прохання Фетіди, зробив Ахіллові щита, так щита Енеєві зробив Вулкан на прохання Венери. В обох поемах війни, сутички призводять до двобоїв ватажків, і в обох випадках перемагають головні герої поеми, спочатку вагаючись: вбивати чи помилувати ворога (Гектора й Турна), але в обох поемах головні герої пригадують, що їхні супротивники вбили їхніх найкращих друзів (Патрокла й Палланта) і помстилися за загиблих, таки вбиваючи того ж Гектора та Турна. У творах Гомера й Вергілія великою є роль «божественної волі», втручання небожителів у справи смертних. Як в «Одіссеї» Посейдон, так в «Енеїді» Юнона є запеклими ворогами відповідно Одіссея та Енея, а їхнє втручання в розвиток дії надає оповіді гостросюжетного забарвлення. Список відповідностей можна продовжити.
Між «Іліадою» та «Енеїдою» водночас існує суттєва різниця: друга явно політизована, в ній звеличується колишня римська доблесть, скромність, честь, давньоримський спосіб життя — основа могутності майбутньої світової держави. Те саме, що імператор Октавіан Август здійснював політично, Вергілій в той же час робив за допомогою поезії, — обидва вони намагалися відродити старі, іноді забуті традиції, які свого часу допомогли вивищитися Римській державі.

## Сюжет

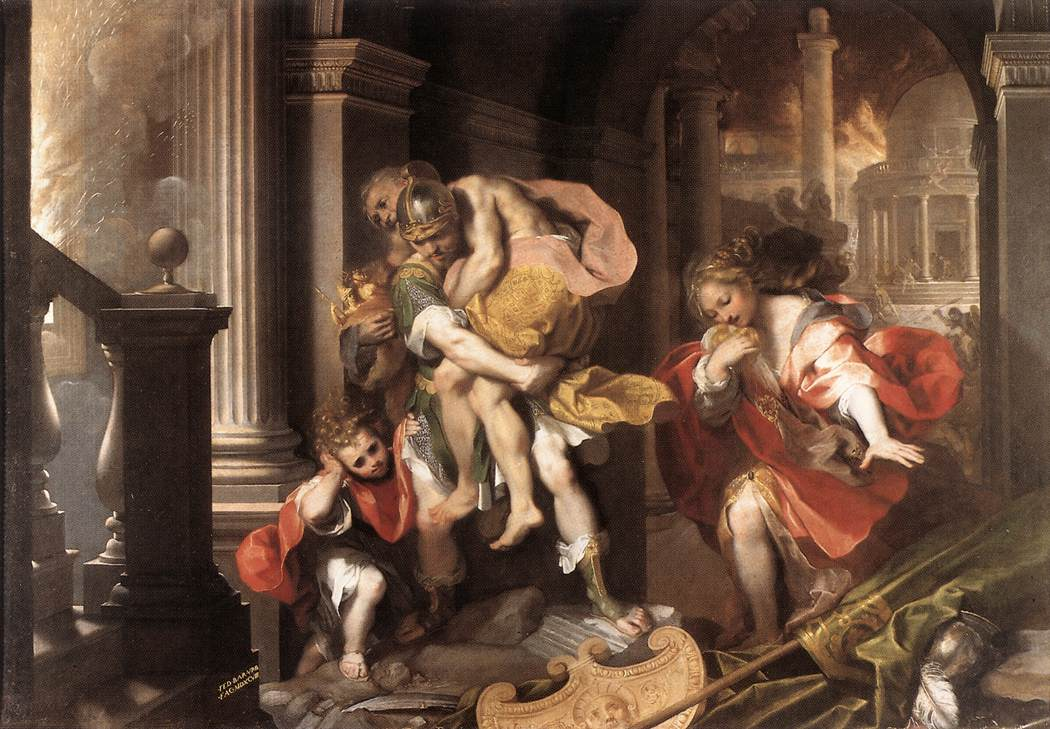
Еней виносить батька з Трої

Книга перша. Флот Енея відпливає від берегів розграбованої і спаленої греками Трої і прямує до Італії. Герой забрав із собою батька Анхіза і сина Іула (Асканія), але втратив дружину. Він сподівається знайти місце, де зможе збудувати нову Трою. Але богиня Юнона прагне довершити знищення троянців та ненавидить Енея. У морі настає сильна буря, наслана богом Еолом, підмовленим Юноною. Бог Нептун за проханням Венери рятує троянців з рештками їх кораблів, і ті опиняються на узбережжі Африки.
Юпітер запевняє Венеру, що доля Енея — стати славетним засновником великого народу. Він посилає бога Меркурія до народу тірійців, щоб прихилити їх до троянців. Венера з'являється Енеєві і розповідає йому про розташований попереду Карфаген і його царицю Дідону.
Еней прибуває до Карфагена і оглядає місто й храм. Дідона гостинно приймає Енея та його супутників. Аби схилити царицю до допомоги Енею, Венера підміняє його сина Іула богом Купідоном. Той розпалює в Дідони кохання до Енея. Відбувається урочистий прийом у Дідони на честь Енея, де цариця просить розповісти про попередні пригоди.
Книга друга. Еней розповідає про підступне захоплення Трої греками та тривожні вказівки на це, послані заздалегідь богами. Греки тримали місто в облозі, але не могли здолати оборону троянців. Незважаючи на застереження жерця Лаокоона, троянці послухали полоненого грека Сінона, котрий обманув їх, сказавши, що його соратники планують відступити, а на знак примирення збудували великого дерев'яного коня. Троянці затягнули цього коня до міста, а заховані в ньому греки вночі вийшли назовні та відкрили браму зсередини, впустивши свою армію. В цей час Енеєві приснився палий Гектор та сказав чимдуж тікати з Трої на пошуки нового дому. Пробившись крізь ряди ворогів, герой зумів утекти за мури і з іншими втікачами дістатися до гори Іда.

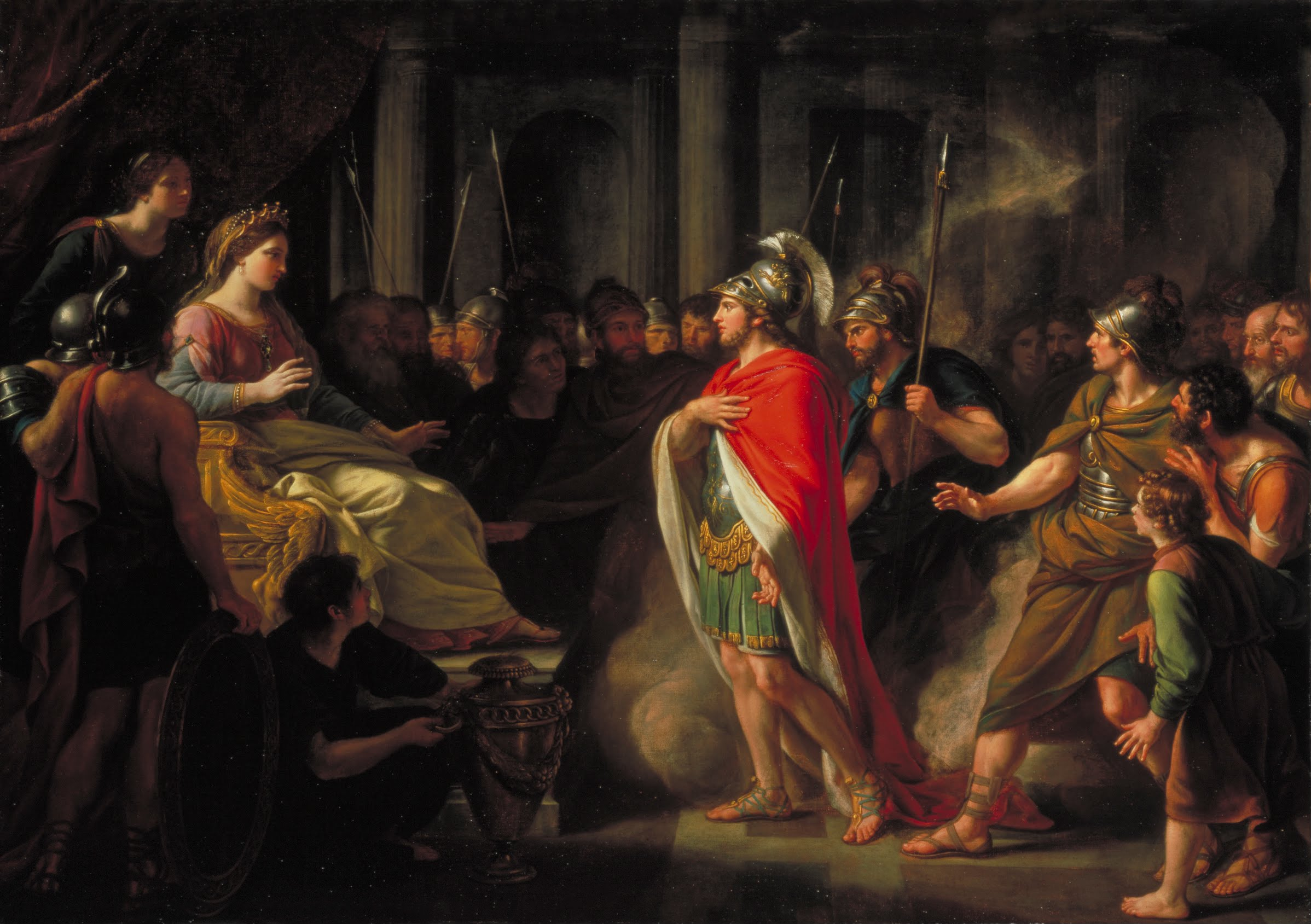
Троянці у цариці Дідони

Книга третя. Еней продовжує розповідати про свої мандри. Покинувши Трою на кораблях, він висадився у Фригії. Герой довідався як цар Трої Пріам послав Полідора з часткою скарбів до Поліместора. Але той убив посла і привласнив скарби собі. Зловісні знаки на могилі Полідора налякали Енея і він поплив далі на пошуки більш дружніх земель. Еней зупинився на острові Делос, але оракул вказав, що кращої долі слід чекати на острові Крит. Моровиця на Криті змусила Енея залишити цей острів. Взяті в подорож статуї богів пенатів уві сні спрямували його до Італії. Буря занесла троянців на острови, де вони зустрілися з гарпіями. Зупинившись в Епірі, герой та його супутники припливли в місто Бутрот. Там Еней зустрів уцілілих троянців Андромаху й Гелена, що втекли паралельно з ним. Гелен навіщував які пригоди стануться надалі і дав щедрі подарунки. Пливучи вздовж берегів Італії, троянці зупинилися на Сицилії біля гори Етна. Забутий там Одіссеєм Ахеменід попередив Енея про кіклопів, і троянці врятувалися від їх нападу та благополучно прибули до міста Дрепан на Сицилії. Там батько Енея, Анхіс, помер.
Книга четверта. Дідона розповідає своїй сестрі Анні, що закохалась в Енея. Підтримана сестрою, цариця сподівається одружитися з Енеєм. Юнона використовує це і домовляється з Венерою щодо його одруження з Дідоною, аби той затримався в Африці. Під час полювання Еней і Дідона лишаються в печері, де кохаються. Як і сподівалася Юнона, герой покидає пошуки місця для нової Трої. За якийсь час прибуває Меркурій та повідомляє волю Юпітера продовжити подорож. Еней потай готується до втечі, що спричиняє сварку з Дідоною. Зрештою Еней з товаришами залишають Карфаген. Побачивши, що їхній флот відпливає, Дідона в розпачі гине, спаливши себе. Наостанок цариця проклинає Енея, щоб троянці ніколи не жили в мирі з карфагенянами.
Книга п'ята. Буря знову настигає флот Енея і приганяє його до Сицилії. Гостинно прийнятий правителем Ацестом, вождь троянців у роковини смерті свого батька Анхіса влаштовує похоронні ігри — корабельні перегони, змагання з бігу, бій навкулачки, стріляння з лука, дитячі ігри. Тим часом Юнона підбурює троянських жінок, і ті підпалюють флот троянців, щоби більше нікуди не плисти. Еней залишає на Сицилії старих і знесилених (їхнє поселення стає основою для міста Акеста) і відпливає вже з меншою командою. Під опікуванням Нептуна, якого просила про це Венера, він благополучно пливе до Італії, втративши в дорозі лише стернового Палінура.

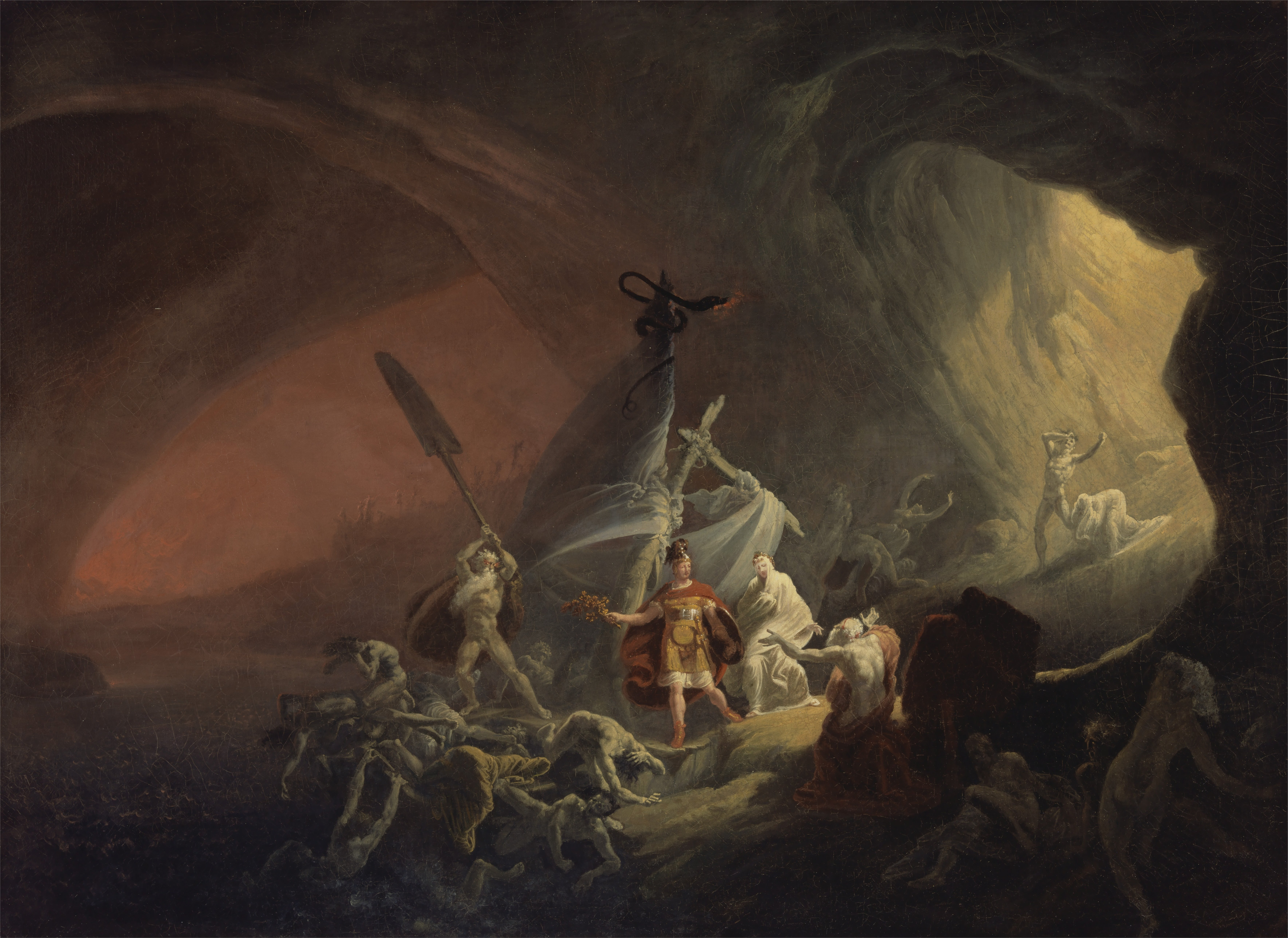
Еней в Аїді з Сивіллою

Книга шоста. Прибувши до Італії, Еней висаджується біля міста Кум і в храмі Аполлона зустрічається зі жрицею Сивіллою, яка віщує його долю. Але жриця не знає усього, тож герой просить Сивіллу зробити так, щоб він побачився в підземному царстві з тінню батька. Сивілла показує йому як туди дістатися, а той добуває для неї «золоте гілля». По принесенні жертви Прозерпіні Еней із Сивіллою спускаються в підземне царство Аїда. Тіні померлих оточують їх біля річки Ахеронту, через яку Харон перевозить Енея. Шлях охороняє триголовий пес Цербер, але Сивілла задобрює його солодким коржиком. Еней бачить царство потойбічного судді Міноса і тіні численних померлих. Він дістається Елісію, де спочивають благочестиві. Там тінь Анхіса оповідає про майбутніх славетних нащадків Енея і можливість для благочестивих людей знову народитися в світі живих. Він вказує, що новій Трої бути в царстві царя Латина. З Сивіллою герой повертається на поверхню, обравши за вказівкою батька правильну браму.
Книга сьома. Досягнувши гирла річки Тибру, Еней пливе по ній до лаврентійського царя Латина. Герой виряджає до царя послів пропонувати мир і просити дозволу побудувати нове місто в його країні. Латин прихильно приймає послів і, згідно з велінням богів, готовий видати за Енея свою дочку Лавінію. Але, бажаючи розладнати цю угоду, Юнона підбурює проти Енея спершу Амату, матір Лавінії, а потім рутульського царя Турна. На влаштованому троянцями полюванні виникає суперечка поміж ними і латинянами. Амата і Турн викликають латинян на війну з троянцями. Численні племена з усіх частин Італії поспішають з'єднатись і виступити проти троянських військ.

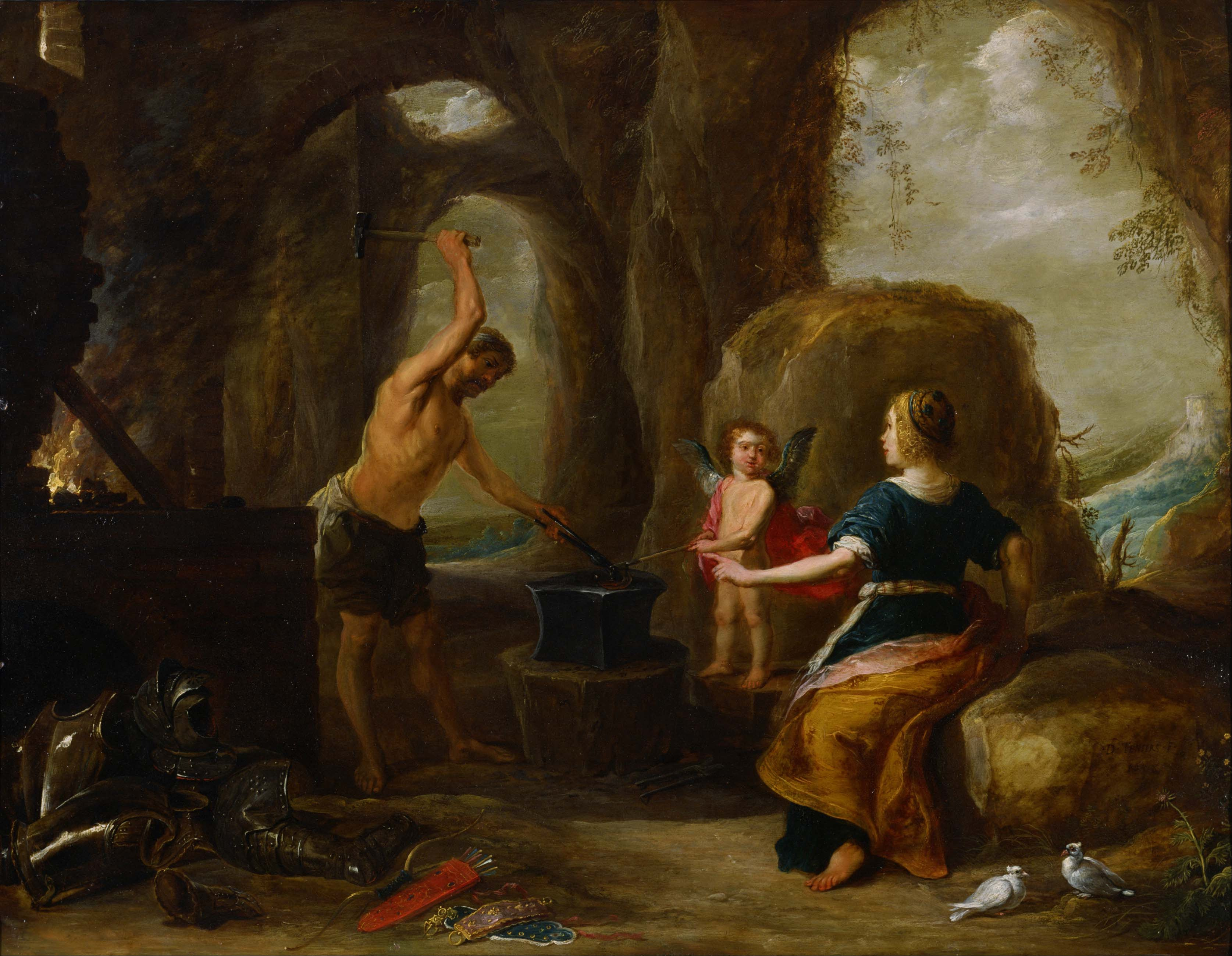
Вулкан кує зброю для героя

Книга восьма. Турн піднімає на війну людей землі Лації і посилає в Аргіріпу просити допомоги в Діомеда. З другого боку, бог річки Тибру Тиберін уві сні спонукає Енея укласти угоду з аркадським царем Евандром, що заснував на Палатинському пагорбі місто Паллантей. Евандр гостинно приймає Енея, обіцяє йому допомогу, запрошує взяти участь у святкуванні на честь Геркулеса, знайомить його з околицями. Тим часом Вулкан, чоловік Венери, на її прохання кує зброю для героя. Евандр пропонує Енеєві очолити етрусків, які щойно прогнали свого царя Мезенція, і дає йому чотириста вершників під проводом свого сина Палланта. Еней приймає від Венери викуту для нього зброю і милується щитом, на якому зображено майбутні подвиги і долю римлян.
Книга дев'ята. Поки Еней перебував у Евандра, Турн, підохочуваний Юноною, нападає на троянський табір, очолюваний юним Асканієм. Нападник намагається спалити троянські кораблі, але Юпітер, на прохання Кібели, обертає кораблі на морських німф. Турн облягає щойно засноване троянцями місто. Друзі Ніс і Евріал наважуються пробитись з обложеного міста через рутульське військо і передати вісті Енеєві. Вони вночі пробираються через ворожий табір, але на світанку, оточені загоном вершників, гинуть геройською смертю. З наткнутими на списи їхніми головами рутули штурмують троянський табір. З обох боків гине багато воїнів, та Асканій проявляє себе як мужній воїн. Пандар з Бітієм, що стояли на варті біля міської брами, відчиняють її і, заманивши ворогів, багатьох із них убивають. Турн поспішає на допомогу і відганяє троянців, але згодом під їх натиском відступає до Тибру, перепливає його і повертається до свого війська.
Книга десята. Юпітер скликає раду богів, на якій марно намагається помирити Юнону з Венерою. Рутули знову нападають на троянців. Вступивши в союз з етруським воєначальником Тархоном, Еней повертається на тридцяти кораблях з численними військами союзників та б'ється з рутулами. Асканій здійснює вилазку з оточення і з'єднується з військами свого батька. Турбуючись долею Турна, Юнона відводить його з битви в місто Ардею. Тим часом у бій вступає Мезенцій і чинить великі спустошення в лавах троянців та етрусків. Зрештою Еней убиває його та його сина Лавса, і перемога залишається за троянцями.

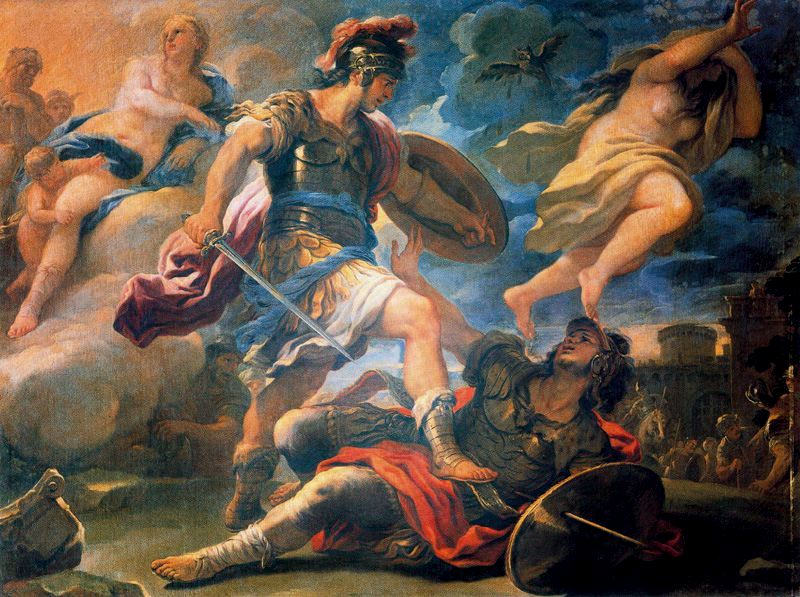
Еней перемагає Турна

Книга одинадцята. Еней добуває багаті трофеї та відсилає тіло Палланта до його батька Евандра. Тим часом приходять посли від Латина просити в Енея перемир'я для похорону вбитих. Обидві сторони ховають палих. Відряджені латинянами до Діомеда посли повертаються з відмовою допомогти їм. Цар Латин готовий просити Енея про мир, але Турн виступає проти цього. В цей час Еней з військом підходить до міста Лаврента. Турн посилає назустріч троянцям Мессапа і Каміллу з кіннотою, а сам готує проти Енея засідку. Камілла в бою здійснює подвиги, але гине від Арунта, якого згодом, за вказівкою Діани, убиває німфа Опія. Рутули безладно тікають, після чого обидві сторони укріплюють свої табори.
Книга дванадцята. Незважаючи на умовляння Латина і Амати, Турн іде на двобій з Енеєм. Той приймає виклик і обоє підтверджують свої наміри битися на смерть один на один клятвами. Турнова сестра Ютурна, за намовою Юнони, підбурює рутулів почати замість того загальну битву, в якій Енея ранять. Зрадівши з цього, Турн іде в наступ на троянців. Еней, рану якого зцілює Венера, повертається в битву і довго шукає зустрічі з Турном. Цариця Амата, гадаючи, що Турна вже вбито, вчиняє самогубство. Турн виходить на двобій з Енеєм і той після тривалого бою убиває свого головного ворога.
Тут написана Вергілієм історія обривається, оскільки він помер, не встигши завершити твір.

## Закінчення
Головним закінченням «Енеїди» вважається «Додаток» або «Книга тринадцята», написана в 1428 році латинською мовою італійським поетом Маффео Веджіо. В його викладі рутули після перемоги Енея здаються. Герой закликає рутулів до миру та приносить жертви богам. Слідом він забирає пояс Палланта, який раніше привласнив Турн, і надсилає його в дар цареві Евандру. Латин проголошує промову над тілом сина, в якій оплакує його, але втішений, що Турн загинув у чесному бою з достойним супротивником. Еней одружується з Лавінією, а свого сина Іула робить послом. Весілля святкують п'ять днів, після чого Еней вирушає розмітити місце для нової Трої. Він бачить як Лавінію оточує світло та просить у богів витлумачити це диво. Йому з'являється Венера та радить назвати місто на честь дружини Лавініумом. Боги миряться, коли Юнона визнає, що троянці та італійці стали новим народом. Згодом Латин помирає та заповідає корону Енеєві. Через три роки Венера освячує Енея в річці та забирає його на небо, де герой стає зорею.

## Історія написання
Спочатку Вергілій планував написати воєнно-героїчну поему про подвиги Октавіана Августа, спадкоємця Гая Юлія Цезаря. Але згодом він полишив цей свій задум і взявся за епопею, яка, зв'язуючи міфічні оповіді з новим політичним ладом — принципатом, зобразила б Октавіана Августа особою, що створила Рим заново. В такому разі міфи та легенди про Енея описували заснування Риму, а діяння Октавіана поставали наслідуванням його подвигів. Також твір звертав увагу на Пунічні війни Рима з Карфагеном, утверджуючи думку, що боротьба двох держав була споконвічною, почавшись ще в міфічному минулому. Еней, бувши нащадком Зевса, передавав частку божественності всім римлянам.
Перекази про Енея не були плодом римської народної творчості, а в час життя Вергілія існували як книжковий витвір, до того ж іноземного походження. Грецькі письменники — поет Стесіхор та історики Гелланік, Тімей і Діонісій Галікарнаський — пов'язали особу Енея з Італією і зробили його засновником Риму. Цей переказ ще до Вергілія здобув у Римі визнання. Про втечу Енея з Трої, його мандри і прибуття в Італію згадували стародавні римські епіки Гней Невій і Квінт Енній.
«Енеїда» дозволила Вергілію зрівнятися з Гомером, і самому постати Гомером для Риму. Хоча були й ті, що звинувачували його у запозичені в Гомера не лише задуму і форми, а й цілих рядків «Іліади» й «Одіссеї». Наприклад, епізод з гостюванням Енея в Дідони відсилає до гостювання Одіссея в Кіркеї, Каліпсо чи Навсікаї. На такі звинувачення Вергілій пропонував критикам самим що-небудь запозичити у Гомера: мовляв, це не легше, ніж підняти палицю Геркулеса. Після смерті Вергілія «Енеїду» нашвидкуруч дописали інші поети та письменники.
Вергілій захворів під час подорожі до Афін, і дорогою до Риму помер, заповівши перед цим спалити своє творіння. Але Август не міг цього дозволити, адже саме він запросив у Мецената кошти на написання цієї поеми. Луцій Варій Руф і Плотій Тукка за дорученням імператора організували видання «Енеїди», та повинні були дописати її.

## Похідні твори
Вергілієва «Енеїда» стала основою для низки похідних творів:
- «Лузіади» (1572)  — португальська національна епопея Луїша де Камоенша .
- «Травестійна Енеїда» (1648—1653) — бурлескна поема французького письменника Поля Скаррона.
- «Енеїда» (1798)  — бурлескно-травестійна поема українського письменника Івана Котляревського ; перший масштабний твір, написаний розмовною українською мовою.
- «<Вергілієва Енеїда навиворіт» (1791) — травестія на твір Вергілія, почата російським письменником Миколою Осиповим і дописана Олександром Котельницьким.